# 277 Ельвіра
277 Ельвіра (277 Elvira) — астероїд головного поясу, відкритий 3 травня 1888 року Огюстом Шарлуа у Ніцці.